# La Fée Aveline
Pour les articles homonymes, voir Aveline.
La Fée Aveline est le titre d'une série de bande dessinée des années 1960 dont les textes sont de René Goscinny et les dessins de Coq.
Cette bande dessinée, parue dans la revue Jours de France de 1967 à 1969, raconte les aventures d'une jeune et jolie fée moderne, appelée Aveline Potiron, qui vit en France à l'époque contemporaine. Née des amours d'une rose et d'un papillon, Aveline a été condamnée par la fée Carabosse à perdre ses pouvoirs magiques lorsqu'elle tombe amoureuse.
L'intégralité de la série a été publiée en septembre 1999 par les éditions Vents d'Ouest dans le tome 3 du recueil intitulé Les Archives Goscinny.
« Aveline » est le nom d'une fée du folklore populaire traditionnel ; elle est notamment citée dans l'ouvrage du XVIIIe siècle intitulé Le Cabinet des fées qui est une compilation de contes effectuée par le chevalier Charles-Joseph Mayer.